# Katalánok
A katalánok a spanyol autonóm országrészben, Katalóniában élő újlatin nyelvű nép. Katalánoknak tartják azokat a lakosokat is, akik ott születtek, de nem élnek ott.

## Történeti háttér
A legkorábbi utalás a katalánokra (Catalanenses), mint népre, a latin nyelvű Liber maiolichinus című olasz eposzból származik 1120-ból. Ez egyben az első forrás, amelyben említik Katalóniát (Catalania) is.
A mai Katalónia területén ibér népek, majd kelták éltek, akik összeolvadtak velük, így alakult ki az i. e. 8. századra a keltibér nép. Ezek a népek számos betörő nép (föníciaiak és punok) uralma alá kerültek, akik kolóniákat alakítottak ki a part mentén, mint pl.  Barcino (a mai Barcelona). A pun háborúk után i. e. 206-ban a karthágóiak helyére a rómaiak érkeztek.

## Kultúra és társadalom

### Nyelv
A katalán nyelv az indoeurópai nyelvcsalád itáliai ágán az újlatin nyelvek nyugati csoportjába tartozik, legközelebbi rokona az okcitán (provanszál) nyelv. A nyugati újlatin nyelvek számos vonását hordozza, így közel áll hozzá még az aragóniai, a francia, a portugál és a spanyol. A standard katalán nyelv mellett számos nyelvjárása van.
Beszélői száma mintegy 10 millió fő, többségük Spanyolország területén, néhányan Andorrában, s megint mások Franciaországban élnek. A nyelv Valenciában beszélt nyelvjárását valenciainak nevezik.
2005 szeptemberében létrehozták a .cat legfelső szintű tartományt (TLD), melyet a katalán nyelvészettel és kultúrával foglalkozó honlapok felvehetnek. Ez a legelső olyan TLD, amely egy nyelvhez (de nem országhoz) kötődik.

### Népviselet
A tradicionális ruhák (melyeket manapság már csak ünnepségek alkalmával viselnek) a barretina vagy a faixa a férfiaknál, és a ret nőknél. A hagyományos lábbeli a espardenya.

## Híres katalánok
- | - Jordi Alba (1989–), a FC Barcelona labdarúgója - Isaac Albéniz (1860–1909), zeneszerző, zongoraművész - François Arago (1786–1853), matematikus, fizikus, csillagász, (francia) politikus - Facundo Bacardí (1814–1887), üzletember, a Bacardi rum feltalálója. - Sergi Bruguera (1971–), teniszező - Montserrat Caballé (1933–2018), operaénekes (szoprán) - José Carreras (1946–), operaénekes (tenor) - Pau Casals (1876–1973), csellista, karmester - Àlex Corretja (1974–), teniszező - Albert Costa (1975–), teniszező - Xavier Cugat (1900–1990), zenész - Salvador Dalí (1904–1989), szürrealista művész - Sandrine Erdely-Sayo (1968 –), zongorista, zeneszerző - Cesc Fàbregas (1987 –), a FC Barcelona labdarúgója - Gerard Piqué (1987 –), a FC Barcelona labdarúgója - Jordi Galceran (1964 –), író, műfordító - Antoni Gaudí (1852–1926), modernista építész, a Sagrada Família építője - Jordi Gené (1970 –), autóversenyző | - Marc Gené (1974–), Formula–1-es pilóta - Josep Guardiola (1971–), a FC Barcelona edzője - Xavi Hernández (1980–), a FC Barcelona labdarúgója - Jorge Lorenzo (1987–), motorversenyző, kétszeres világbajnok (250 cm³) - Ramon Muntaner (c. 1270–1336), katona és író - Joseph Joffre (1825–1931), katona - Ramon Llull (1232/1235-1315/1316), filozófus - Joan Miró (1893–1983), képzőművész - Dani Pedrosa (1985–), motorversenyző, kétszeres világbajnok (125 és 250 cm³) - Carles Puyol (1978–), a FC Barcelona labdarúgója - Pedro Martínez de la Rosa (1971–), Formula–1-es pilóta - Arantxa Sánchez Vicario (1971 teniszező - VI. Sándor pápa (1431–1503), katolikus egyházfő - Jordi Savall (1941 –), viola da gamba-játékos, karmester, zenetudós - Fernando Sor (1778–1839), zeneszerző - Raúl Tamudo (1977 –), a RCD Espanyol labdarúgója - Ricardo Zamora (1901–1978), a FC Barcelona és a RCD Espanyol kapusa - Sandra Sangiao Schirosa (1988 –) katalán (cigány) énekesnő |